# Galerotella
Galerotella is een geslacht van kevers uit de familie bladkevers (Chrysomelidae).
De wetenschappelijke naam van het geslacht werd in 1936 gepubliceerd door Maulik.

## Soorten
- Galerotella euryobotryae Maulik, 1936
- Galerotella garoana Maulik, 1936
- Galerotella indicola Takizawa, 1986
- Galerotella virida (Jacoby, 1887)